# Fontanella della Tribuna di San Carlo

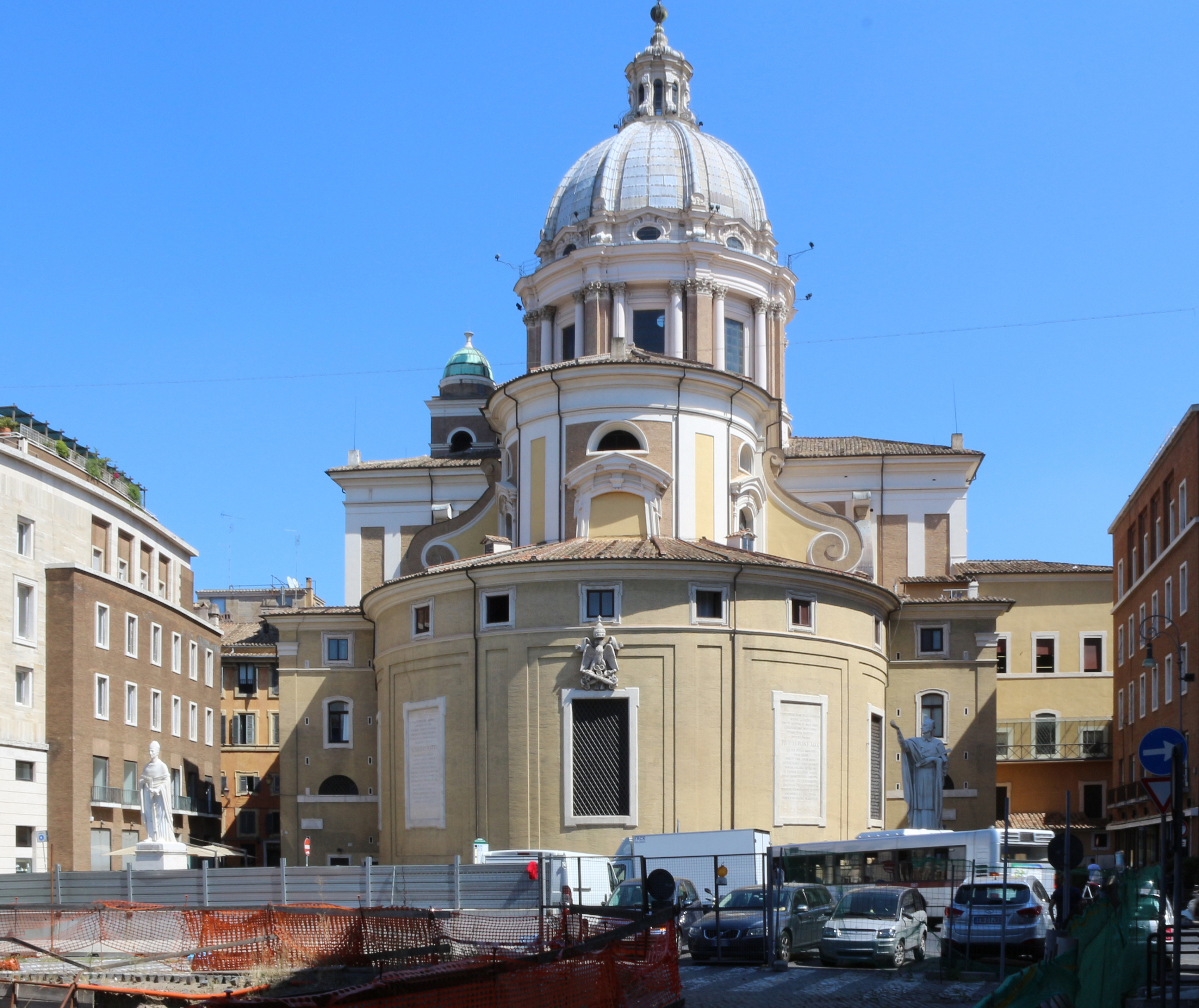
Basilikan San Carlo al Corsos tribuna, det vill säga absid.

Fontanella della Tribuna di San Carlo är en fontän vid basilikan San Carlo al Corso vid Via della Tribuna di San Carlo i Rione Campo Marzio i Rom. Fontänen utfördes av en okänd skulptör under 1700-talets första hälft. Den försågs med vatten från Acqua Vergine.

## Beskrivning
Fontänen var ursprungligen belägen framför fasaden till Palazzo Vitelli till höger om San Carlo al Corso vid Via del Corso 442. Detta palats byggdes om år 1872 och då flyttades fontänen till Via della Tribuna di San Carlo bakom kyrkan. Tribuna motsvarar här absid. En inskription ovanför fontänen dokumenterar flytten: 
Fontänen är huggen i ett enda stycke marmor och består av en maskaron med ett snäckskal och två voluter. Vattnet porlar ner i en vattenskål, vilken vilar på en klippformation.
I juli 2018 avlägsnades fontänen i samband med restaureringsarbeten på Palazzo Vitelli. Den återställdes i februari året därpå.